# Idioma mashi
El mashi es una lengua bantú central que hablan los mashis (79.000 según el joshuaproject) de Zambia , Angola y Namibia.

## Familia lingüística
Guthrie asignó al mashi al grupo K.30 de las lenguas bantúes aunque Pfouts (2003) estableció que formaba parte de la rama Lenguas kavango-bantú suroccidentales .
El ethnologue, sin embargo, la sitúa como una lengua luyana junto con el luyana , el mbowe , el kwangali , el diriku , el mbukushu y el simaa.

## Geolingüística y dialectos
En Zambia del soshi se habla al suroeste de la Provincia del Oeste . Los 18800 mashis (2010) que viven allí hablan los dialectos mashi, kwandu septentrional y kwandu meridional. Los 2.630 moshis (2000) de Angola viven en la provincia de Cuando Cubango, al este del país y hablan los mismos dialectos que los de Zambia. En ese país, el mashi también recibe los nombres de kamaxi y de masi. Los 200 mashis (2006) que viven en Caprivi Oriental utilizan el yeyi como segunda lengua.

## Uso
En Zambia el mashi es una lengua que tiene un uso vigoroso (6a). No está estandarizada pero es hablada por personas de todas las edades tanto en el hogar como a nivel de la comunidad. En Angola es una lengua desarrollada (EGIDS 5), ya que en este país se ha estandarizado, aunque no es del todo sostenible. En Namibia, pero el mashi está amenazado (EGIDS 6b). En 2011 desarrolló la lengua escrita en alfabeto latino. En 2013 se tradujeron fragmentos de la Biblia . Los mashis son nómadas.